# Hanns Deetjen
Hanns Deetjen (* 28. August 1903 in Plön; † 22. Dezember 1995) war ein deutscher NS-Agrarfunktionär und späterer Staatssekretär im Niedersächsischen Ministerium für Ernährung, Landwirtschaft und Forsten.

## Lebensweg

### Vor 1945
Hanns Deetjen wurde am 28. August 1903 im schleswig-holsteinischen Plön in eine evangelische Familie geboren. Sein Vater war ein Oberregierungs- und Schulrat.
Nach einer siebenjährigen Lehre auf landwirtschaftlichen Gütern und nach einem Studium der Landwirtschaft an der Georg-August-Universität Göttingen ab dem Wintersemester 1924/1925 wurde Deetjen im Oktober 1927 Diplomlandwirt. Anschließend wechselte er an die Universität Halle. Zwischen 1929 und 1933 arbeitete er in der Presseabteilung des Deutschen Landwirtschaftsrats (DLR), der Spitzenorganisation der Landwirtschaftskammern, zunächst als Sachbearbeiter, später als Abteilungsleiter. Zugleich war Deetjen von 1921 bis 1933 Mitglied im Reichslandbund (RLB).
Nach der nationalsozialistischen „Machtergreifung“, im September 1933, avancierte Deetjen zum persönlichen Presseadjutanten (Referenten für Öffentlichkeitsarbeit) von Walther Darré (und blieb es bis 1944). Dieser leitete bereits seit dem 31. Dezember 1931 das damals neu gegründete Rasse- und Siedlungs-Hauptamt (RuSHA) der SS. 1932 gründete Darré zudem die Monatsschrift Deutsche Agrarpolitik (ab 1939 Odal. Monatsschrift für Blut und Boden), deren Schriftleiter Deetjen ab 1. Mai 1939 wurde. Deetjens Vorgesetzter Darré wurde 1933 Leiter des NSDAP-Parteiamts für Agrarpolitik und Vorsitzender der Reichsführergemeinschaft der vereinigten landwirtschaftlichen Verbände. Am 28. Mai 1933 wurde Darré zum Reichsbauernführer, am 29. Juni 1933 zusätzlich zum Reichsminister für Ernährung und Landwirtschaft ernannt. Deetjen galt als enger Vertrauter Darrés.
Deetjen wurde im Oktober 1933 SA-Mitglied, im Mai 1934 auch Mitglied der SS (SS-Mitgliedsnummer 260.749). Der NSDAP trat er zum 1. Mai 1937 bei (Mitgliedsnummer 4.158.120). In der SS stieg Deetjen bald auf: im Oktober 1934 zum SS-Untersturmführer, im April 1936 zum SS-Obersturmführer, am 20. April 1941 zum SS-Obersturmbannführer. Er war Träger des SS-Ehrendegens und Totenkopfringes der SS. In der SS-eigenen „Forschungsgemeinschaft Deutsches Ahnenerbe“ betreute Deetjen das mehrbändige Werk „Wald und Baum in der arisch-germanischen Geistes- und Kulturgeschichte“.
Deetjen wurde als Beamter ins Reichslandwirtschaftsministerium übernommen, war als Oberlandwirtschafstrat Leiter der Abteilung W („Wissenschaft“) im Stabsamt beim Reichsbauernführer Darré und ab 1935 auch dessen Pressereferent, ab 1. Mai 1939 Leiter des Referates 1 und Schriftleiter bei der Zeitschrift „Odal. Monatsschrift für Blut und Boden“. Im Jahr 1940 wurde Deetjen Reichshauptabteilungsleiter (RHAL) im Referat IV C für Presse, Aufklärung, Propaganda des Reichsnährstandes (RNSt) und Leiter der Gruppe „Aufklärung“ beim Reichsbauernführer. Das Referat IV C blieb bis in den Zweiten Weltkrieg hinein bei der „Lenkung“ des Rundfunk federführend und gab Anweisungen für Presse und Rundfunk heraus. Am 30. Januar 1942 wurde Deetjen zum Reichslandwirtschaftsrat (RLR) befördert.
Deetjen war Mitglied des von Darré mit Wirkung vom 19. September 1933 eingerichteten Reichsbauernrates, bis dieser am 22. April 1941 kriegsbedingt wieder aufgelöst wurde.
Zusammen mit Hans Bodenstedt war Hanns Deetjen Herausgeber im NS-Verlag „Ährenlese“, in dem Titel wie „Einmal Soldat – immer Soldat“, „Gebot der Erde“ und „Tod und Sieg“ erschienen. Er war auch als Autor von Aufsätzen wie „Blut und Boden: Romantik oder Wirklichkeit“, „Blutspflege durch Leibesübungen“ oder „Nahrung ist Waffe! Agrarwirtschaftliche Aufklärung im Kriege“ schriftstellerisch tätig.
Deetjen hielt am 15. Januar 1943 in einem kleinen Kreis des Deutschen Klubs einen Vortrag, in dem er unter anderem forderte: „Die Ukraine soll für den Krieg bezahlen“.

### Nach 1945
Nach dem Krieg war Deetjen Hauptgeschäftsführer des Niedersächsischen Landvolkverbandes.
Hanns Deetjen kürzte und überarbeitete Walther Darrés Tagebücher; die Originale wurden auf Anweisung von Darrés zweiter Frau Alma verbrannt.
Von 1953 bis 1955 war Deetjen Hauptgeschäftsführer des Niedersächsischen Landvolkverbandes. Zum 1. Juli 1955 wurde er Staatssekretär im Niedersächsischen Ministerium für Ernährung, Landwirtschaft und Forsten während der Regierung Heinrich Hellweges von der Deutschen Partei (DP), die seit dem 26. Mai 1955 in Hannover amtierte. Hanns Deetjen blieb bis 1965 Staatssekretär im Niedersächsischen Agrarministerium.
Deetjen war Aufsichtsratsvorsitzender der Niedersächsischen Landgesellschaft mbH, stellvertretender Aufsichtsratsvorsitzender der Emsland GmbH (Geschäftsführer der Emsland GmbH war von 1951 bis 1963 Johann Dietrich Lauenstein) und Aufsichtsratsmitglied der Hannoverschen Landes-Kreditanstalt Mittelweser AG. Er war Mitglied des Lions Club.
Deetjen starb im Jahr 1995 im Alter von 92 Jahren.

## Veröffentlichungen von Hanns Deetjen (Auswahl)
- Deetjen, Hans, „Die große Bewährung“, in: Reichsnährstand (Hg.), „Deutscher Kalender 1943 für Stadt und Land“, Reichsnährstandsverlag GmbH, Zweigniederlassung Böhmen und Mähren, 1943
- Deetjen, Hans (Hg.), „Wald und Baum in der arisch-germanischen Geistes- und Kulturgeschichte“
- Walther Darré, „Um Blut und Boden. Reden und Aufsätze“, hrsg. v. Hanns Deetjen und Wolfgang Clauß. Eher-Verlag, München 1940
- Deetjen, Hans, „Blut und Boden: Romantik oder Wirklichkeit“, in: Weber, J. J. (Herausgeber): Illustrirte Zeitung Leipzig, Nr. 4684 vom 20. Dezember 1934, Leipzig, J.J. Weber-Verlag, 1934
- Deetjen, Hanns, „Blutspflege durch Leibesübungen“, in: Mitteilungen der Reichsschule Burg Neuhaus (Reichsschule für Leibesübungen des Reichsnährstandes), April 1939, S. 6–8
- Deetjen, Hanns, „Nahrung ist Waffe! Agrarwirtschaftliche Aufklärung im Kriege“, ab S. 301, in: Deutsche Agrarpolitik, Band 1, Zentralverlag der NSDAP, F. Eher Nachf., 1942